# The Art of Getting By
The Art Of Getting By (bra: A Arte da Conquista) é um filme estadunidense de comédia dramática e comédia romântica estrelado por Freddie Highmore, Emma Roberts, Michael Angarano, Elizabeth Reaser, Sam Robards, Rita Wilson e Blair Underwood. Escrito por Gavin Wiesen e dirigido por ele mesmo sendo este seu primeiro filme. O filme estreou sob o título Homework no Festival Sundance de Cinema em 2011.
The Art of Getting By arrecadou US$ 1,4 milhões nos Estados Unidos e no Canadá e US$ 0,6 milhão em outros territórios, num total de US$ 2 milhões, diante de um orçamento de produção de US$ 4 milhões.
O filme foi criticado como sendo "um típico drama de maioridade". Os críticos também tiveram como alvo a escrita, apesar do ator Freddie Highmore e sua co-estrela Emma Roberts terem sido ambos elogiados por suas performances.

## Elenco
- Freddie Highmore como George Zinavoy
- Emma Roberts como Sally Howe
- Michael Angarano como Dustin
- Alicia Silverstone como Ms. Herman
- Rita Wilson como Vivian Sargent
- Blair Underwood como Principal Martinson
- Elizabeth Reaser como Charlotte Howe
- Sam Robards como Jack Sargent
- Marcus Carl Franklin como Will Sharpe
- Sasha Spielberg como Zoe Rubenstein
- Jarlath Conroy como Harris McElroy
- Ann Dowd como Sra. Grimes
- Maya Ri Sanchez como Cynthia
- Ann Harada como Sra. Dougherty
- Andrew Levitas como Javier
- Dan Leonard como Nick
- Sophie Curtis como Chastity
- Lindsay-Elizabeth Hand como estudante
- Scott O'Grady como estudante
- Zoe Portanova como amiga de Zoe
- Sarah Seeds como Shot Girl

## Recepção
Rotten Tomatoes informou que 18% dos 110 críticos da amostra deram ao filme resenhas positivas e que ele obteve uma classificação média de 4,2/10. O consenso do site declara: "Uma bagunça em nível de sitcom que faz parte da típica garota dos sonhos de fada maníaca e menino chato e retraído". No Metacritic, que atribui uma classificação de 100 a críticas da mídia de massa, o filme recebeu uma pontuação de 36% com base em 28 avaliações, o que indica "avaliações geralmente desfavoráveis".